# Kaisern (Kartenspiel)
Das Kaiserspiel oder Kaisern (genannt Cheisärä) ist ein Kartenspiel, das mit 48 Karten gespielt wird. Oft wird fälschlicherweise auch der Begriff Kaiserjass genannt, obwohl das Kaisern nichts mit Jassen zu tun hat.

## Geschichte
Das Kaiserspiel ist eine Ableitung vom Karnöffel (Karniffel), eines der ältesten bekannten Kartenspiele. Karnüffeln wird im Jahre 1426 zum ersten Male genannt. Das lässt vermuten, dass es schon einige Jahre früher bekannt gewesen sein muss. Das Karnöffelspiel war in Nördlingen (1426) erlaubt und später in Würzburg und Zürich erwähnt (1443). In Augsburg war das Karnöffelspiel ausdrücklich verboten (1446), während andere Spiele erlaubt waren. Eine Aussage von Johann Geiler von Kaysersberg (1496) soll belegen, dass das Kaiserspiel identisch mit dem Karnöffelspiel ist.
Karnöffelspiel
Der Karnöffel ist der Name für einen groben Landsknecht. Das (der) Karnöffel war ein vulgärer Ausdruck für einen Hodenbruch oder ein Hodengeschwür.
Gegen Ende des 15. und im 16. Jahrhundert war es eines der bekanntesten und verbreitetsten Kartenspiele. Die Landsknechte sorgten für eine weite Verbreitung. Der Karnöffel, der Trumpf-Untermann, ist die höchste Karte im Spiel. Er sticht Papst und Kaiser, König und Obermann. Somit konnte er zum Sinnbild einer revolutionären Zeit werden, da die niedrigen Karten (Fussvolk) die hohen Stecher sind. Daher wurde es von Predigern und Pamphletisten seiner «verkehrten» Weltordnung halber gerne zum Thema gewählt.
Kaiserspiel
Gespielt wird heute das Kaiserspiel nur noch in bestimmten Regionen in den Schweizer Kantonen Uri, Luzern und Nid- und Obwalden. Dabei weicht die Regelauslegung in jedem Ort ein wenig ab.

## Kartenblatt

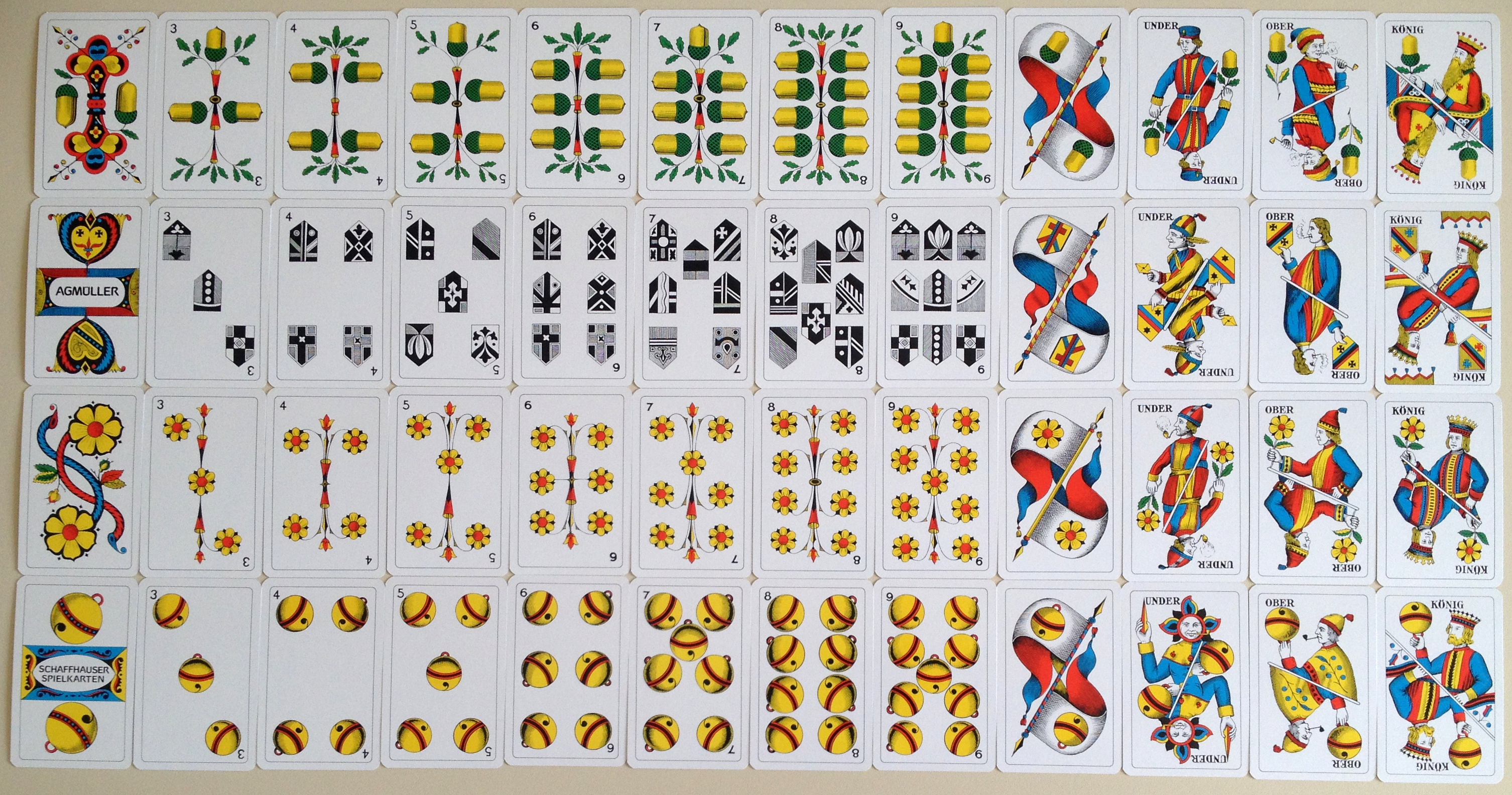
Kartenblatt für das Kaiserspiel

Das Kaiserspiel wird mit dem erweiterten Deutschschweizer Blatt mit 48 Karten gespielt. Die Farben werden Rosen, Schellen, Eichel und Schilten genannt. Jede Farbe umfasst 12 Karten: 3 bis 9, Banner, Under, Ober, König und As.

### Bezeichnungen
Die Kaiser
Eine zentrale Rolle beim Kaisern spielen die Banner. Sie werden als Kaiser bezeichnet und geben somit dem Spiel seinen Namen. Rangordnung der Kaiser (Banner):
1. Rosen Kaiser, genannt Blass
2. Schilten Kaiser, genannt Ober-Kaiser
3. Eichel Kaiser, genannt Grün oder Widli
4. Schellen Kaiser, genannt Mugg

Die Mannen
König und Ober werden als Mann bezeichnet. Der König ist der stärkere der beiden Mannen.
Die 3, 4 und 5
Zusätzlich zum Deutschschweizer Blatt mit 36 Karten kommen beim Kaiserspiel die Karten 3, 4 und 5 dazu. Die 8 und 9 werden aus dem Spiel genommen. Besonders die 3 spielt im Kaiserspiel vielfach die entscheidende Rolle (später mehr dazu).

## Varianten

### Das Karnöffelspiel
Das Spiel wird mit einem 48-Kartenblatt gespielt, wobei die Reihen- und Rangfolge wie folgt ist:
König, Ober (Dame), Under (Bube), 10 (Banner), 9, 8, 7, 6, 5, 4, 3, 2 (As)

#### Spieler
Es wird zu viert gespielt, wobei jeweils die beiden einander Gegenübersitzenden Partner sind.

#### Stichwert der Karten
| #                                                                                             | * | Karte        | Beschreibung | Bezeichnungen        |
| --------------------------------------------------------------------------------------------- | - | ------------ | --- | -------------------- |
| 1.                                                                                            | T | Trumpf-Bauer | sticht sämtliche Karten | Karnöffel            |
| (2.)                                                                                          | T | Trumpf-7     | sticht alle anderen Karten ausser dem Karnöffel. Dies aber nur, falls sie die erste Karte des Stichs ist. In allen anderen Fällen ist sie nur eine 7. Sie kann nicht im ersten Stich ausgespielt werden. | Teufel, «Böse 7»     |
| 3.                                                                                            | T | Trumpf-6     | schlägt alle anderen Karten ausser den beiden bereits genannten. | Papst                |
| 4.                                                                                            | T | Trumpf-As    | schlägt alle anderen Karten ausser den drei bereits genannten. | Kaiser, Hochkönig    |
| Karnöffel, Papst und Kaiser heissen auch Königstecher, da sie als einzige den König schlagen. |   |              | |                      |
| 5.                                                                                            |   | König        | |                      |
| 6.                                                                                            | T | Trumpf-3     | schlägt alle anderen Karten ausser den bereits genannten Trümpfen und den Königen. | Oberstecher, Barde   |
| 7.                                                                                            |   | Ober         | | Dame                 |
| 8.                                                                                            | T | Trumpf-4     | schlägt alle anderen Karten ausser den bereits genannten Trümpfen und König und Ober. | Understecher, Herzog |
| 7.                                                                                            |   | Under        | | Bube                 |
| 8.                                                                                            | T | Trumpf-5     | schlägt alle anderen Karten ausser den bereits genannten Trümpfen und König, Ober und Under. | Farbstecher, Ritter  |
| König, Ober, 10 (Banner), 9 und 8 der Trumpffarbe sind keine Trümpfe                          |   |              | |                      |

#### Spielablauf
- Der erste Kartengeber gibt 5 Karten je Spieler aus, jeweils eine auf einmal. Die erste Karte wird offen vor den jeweiligen Spieler gelegt, die übrigen vier Karten bleiben verdeckt.
- Die geringstwertige der offenen Karten legt die Trumpffarbe dieser Runde fest. Sollten zwei Karten identische Werte haben, so legt die zuerst ausgeteilte die Trümpfe fest. Danach nehmen alle Spieler ihre Karten auf.
- Der Spieler zur Linken des Gebers spielt auf, die anderen Spieler spielen im Uhrzeigersinn mit.
- Es gibt keine Notwendigkeit, Farbe zu bedienen. Der Spieler mit der höchsten Karte der ausgespielten Farbe bzw. mit dem höchsten Trumpf gewinnt den Stich und legt die nächste Karte aus.
- Dies geht solange weiter, bis eine Mannschaft drei Stiche gemacht hat und somit den Durchgang gewinnt.
- Gespräche während des Spiels sind erlaubt, gegenseitige Unterstützung ist sogar erwünscht.
- Der Spieler, der zuerst aufgespielt hat, wird neuer Kartengeber.

### Das Silener Kaiserspiel
Diese Variante wird nach der Ortschaft Silenen benannt.

#### Spieler
Es sitzen 8, 10 oder 12 Personen, aufgeteilt in zwei Teams, abwechselnd am Tisch.

#### Karten
Die 8 und 9 werden aus dem Spiel genommen, wenn zu acht gespielt wird.

#### Stichwert der Karten
| # | * | Karte                    | Beschreibung | Andere Bezeichnungen                                                        |
| --- | - | ------------------------ | --- | --------------------------------------------------------------------------- |
| 1. | T | Trumpf-Bauer             | sticht sämtliche Karten | Trumpf-Under                                                                |
| (2.) | T | Trumpf-7                 | sticht nur, wenn sie als 1. Karte ausgespielt wird! Die Trumpf-7 kann dann nur vom Trumpf-Bauer geschlagen werden. Sonst ist sie praktisch wertlos (siehe 16.). |                                                                             |
| 3. | T | Trumpf-6                 | schlägt alle anderen Karten ausser den beiden bereits genannten. | auch neckisch Sense genannt, wenn sie z. B. den entscheidenden Stich macht. |
| 4. | T | Trumpf-As                | schlägt alle anderen Karten ausser den drei bereits genannten. |                                                                             |
| 5. | K | Blass                    | sticht die Könige und alle Karten abwärts (auch Trumpfkarten) sowie alle übrigen Kaiser. | Rosen-Kaiser (Rosen-Banner)                                                 |
| Die Karten oberhalb werden als Mann-Stecher (Mann-Stechkarte) bezeichnet, da sie als einzige den stärkeren Mann (den König) stechen. |   |                          | |                                                                             |
| 6. | M | König                    | dieser Mann bekommt nur dann seinen Stichwert, wenn er - als 1. Karte ausgespielt wird - von einer Karte seiner Farbe angespielt wird (wird als in den Mann spielen bezeichnet). Ausnahmen: - die Kaiser können von keinem Mann (König oder Ober) gestochen werden (sie gehen nicht in den Mann, wie man sagt). - ebenso können die Trumpf-3, -4 und -5 nicht von einem Mann gestochen werden (sie gehen auch nicht in den Mann!). - die Trumpf-8 und -9 gehen in den Mann. - ein ausgespielter Trumpf-Ober kann aber mit dem Trumpf-König gestochen bzw. verstärkt werden. (Massgebend ist dabei jedoch nur die erste ausgespielte Karte.) | Mann                                                                        |
| 7. | T | Trumpf-3                 | sticht jeden Ober und alle Karten abwärts sowie den Ober-Kaiser, Grün und Mugg. Eine ausgespielte Trumpf-3 geht nicht in den Mann und kann daher nicht vom Trumpf-König gestochen werden. | Oberstecher                                                                 |
| 8. | K | Ober-Kaiser              | sticht den Ober und alle Karten abwärts sowie den Grün und Mugg. | Schilten-Kaiser (Schilten-Banner)                                           |
| 9. | M | Ober                     | dieser Mann sticht alle Karten abwärts seiner Farbe mit den gleichen Regeln wie beim König beschrieben. | Mann                                                                        |
| 10. | T | Trumpf-4                 | sticht die Under die nicht Trumpf sind und alle Karten abwärts sowie den Grün und Mugg. Die Trumpf-4 geht nicht in den Mann und kann daher weder vom Trumpf-König noch vom Trumpf-Ober gestochen werden. | Understecher                                                                |
| 11. | K | Grün                     | sticht die Under die nicht Trumpf sind und alle Karten abwärts. | Eichel-Kaiser (Eichel-Banner)                                               |
| 12. |   | Under                    | sticht alle Karten abwärts seiner Farbe (wenn diese Farbe nicht Trumpf ist), die Trumpf-5 und den Mugg. | Bauer, auch Jos oder Joos genannt                                           |
| 13. | T | Trumpf-5                 | sticht die Trumpf-9 und -8 sowie die alle Karten abwärts die nicht Trumpf sind und den Mugg. Die Trumpf-5 geht nicht in den Mann und kann daher weder vom Trumpf-König noch vom Trumpf-Ober gestochen werden. | Farbstecher                                                                 |
| 14. | K | Mugg                     | sticht alle leeren Karten sowie die Trumpf-9 und 8. | Schallen-Kaiser (Schallen-Banner)                                           |
| 15. |   | 9 und 8                  | sie haben als Trumpf keinen besseren Stichwert. Die Trumpf-9 und -8 gehen aber in die Trumpf-Mannen wenn sie ausgespielt werden können (siehe 6. und 9.). |                                                                             |
| 16. |   | 7, 6, 5, 4, 3 und As (2) | stechen in dieser Reihenfolge von links nach rechts, aber nur wenn die betreffende Farbe nicht Trumpf ist. |                                                                             |
| * Kartentyp: T = Trumpf, K = Kaiser, M = Mann                                                                                        |   |                          | |                                                                             |